# Don't Stand Me Down
Don't Stand Me Down is het derde studioalbum van Dexys Midnight Runners, de Britse band rond zanger/gitarist Kevin Rowland. Het werd in 1985 door Mercury uitgegeven en is vernoemd naar een tekstregel van de albumtrack The Waltz.

## Achtergrond
Dexys Midnight Runners scoorde in 1982 een wereldhit met Come On Eileen, het feitelijke titelnummer van het tweede album Two-Rye-Ay. De band, destijds gehuld in versleten tuinbroeken, promootte het album en de single met een uitgebreide wereldtournee. Het succes maakte Rowland echter niet gelukkig, en na afloop van de tournee (in Amerika) besloot hij de zaken anders aan te pakken; bijgestaan door gitarist Billy Adams, violiste Helen O'Hara en saxofonist Nick Gatfield die na de opnamen zou vertrekken. Rowland koos voor meer inhoud (ingegeven door zijn Ierse afkomst), meer experimenten en nettere kleding. Tijdens de opnamen werd de band bijgestaan door een keur aan gastmusici zoals ex-Atomic Rooster-pianist Vincent Crane en Tim Dancy, de drummer van Al Green. Ook werd er een beroep gedaan op oud-bandleden zoals de latere Status Quo-bassist John Edwards en trombonist Jim Paterson.  
Het eerste resultaat, de single Knowledge of Beauty, verscheen in 1984. Het album werd pas in september 1985 uitgebracht en ontving matige recensies. Zoals de band al zelf verwachtte werd het geen succes, vooral omdat Rowland in eerste instantie geen single wou uitbrengen; toen hij twee maanden later overstag ging met een ingekorte versie van This Is What She's Like was het al te laat. Pas later werd Don't Stand Me Down als een (verloren) klassieker onthaald.

## Heruitgaven

### 1997; Second Edition
In de jaren 90 verwierf Rowland de rechten op het album en kon hij het opnieuw uitbrengen via het Creation-label waar hij destijds onder contract stond. De heruitgave van Don't Stand Me Down verscheen in 1997 met een gewijzigde hoesfoto waarop alleen Rowland en Adams in beeld waren. Bonustracks waren Reminisce (Part One) (de twee jaar oude B-kant van Celtic Soul Brothers) en een cover van The Way You Look Tonight.

### 2002; Director's Cut
In 2002 verscheen de Director's Cut met een andere hoesfoto van Rowland, O'Hara en Adams in vrijetijdskleding, een aanvullende hoestekst en een vervangende bonustrack; Kevin Rowland's 13th Time, oorspronkelijk bedoeld als openingsnummer. Volgens Rowland klonk het album nu eindelijk naar wens. In beperkte oplage werd ook een dvd toegevoegd met de videoclips van This Is What She's Like, My National Pride (voorheen Knowledge Of Beauty) en I Love You (Listen To This).

## Tracklijst

### Originele versie uit 1985
1. "The Occasional Flicker" (Kevin Rowland) – 5:49
2. "This Is What She's Like" (Billy Adams, Helen O'Hara, Rowland) – 12:23
3. "Knowledge of Beauty" (O'Hara, Rowland, Steve Wynne) – 7:01
4. "One of Those Things" (Rowland) – 6:01
5. "Reminisce Part Two" (Rowland) – 3:31
6. "Listen to This" (Adams, Rowland) – 3:19
7. "The Waltz" (Rowland, Torch) – 8:21

### Director's Cut
1. "Kevin Rowland's 13th Time" (Adams, O'Hara, Rowland) – 5:05
2. "The Occasional Flicker" (Rowland) – 5:49
3. "This Is What She's Like" (Adams, O'Hara, Rowland) – 12:23
4. "My National Pride" (O'Hara, Rowland, Wynne) – 7:01
5. "One of Those Things" (LeRoy Marinell, Rowland, Waddy Wachtel, Warren Zevon) – 6:01
6. "Reminisce (Part Two)" (Rowland) – 3:31
7. "I Love You (Listen to This)" (Adams, Rowland) – 3:19
8. "The Waltz" (Rowland, Torch) – 8:21

- "One of Those Things" is gebaseerd op Warren Zevon's "Werewolves of London", vandaar de vermelding van Zevon en mede-auteurs LeRoy Marinell en Waddy Wachtel.
- "Reminisce (Part Two)" bevat "I'll Say Forever My Love" (James Dean, William Weatherspoon, Stephen Bowden).